# جامعة كارنيغي ميلون، أستراليا
جامعة كارنيجي ميلون، أستراليا هي جامعة خاصة في أستراليا تأسست عام 2006.